# 安全保障政策
安全保障政策（あんぜんほしょうせいさく、英: national security policy）とは、国家の独立と平和を維持するために、主に軍事的な脅威などから国家を守る安全保障の政策を言う。

## 概説
安全保障政策は基本的に軍事的な政策、すなわち軍事力の運用や外交政策についての包括的な政策である。主に外交政策によって構成され、軍事政策も部分的に含まれる。
軍事同盟や軍事支援についての政策もこれに含まれる。軍事戦略の下で基本的な方針は策定され、平時においては軍事力の育成や抑止力の維持に必要な軍事訓練・軍事交流・兵器開発・情報収集などを行い、戦時においては戦争や紛争への対応を行うための政策である。
その性格上、外交政策と深い関係を持っており、対外政策としてまとめられることもある。そのためPKOや軍事顧問団の派遣も外交的側面と同時に安全保障的な側面を持つ。